# Biblioteka Marti Misterija
Biblioteka Marti Misterija je kolekcionarska edicija Marti Misterije u izdanju Veselog četvrtka. Prva knjiga izašla je 2013. godine. Cilj edicije je da objavi prve, originalna epizode serije, koja je u Italiji započela da se objavljuje 1982. godine. U svakoj knjizi se objavljuje 6-8 epizoda hronološkim redom. Knjige se objavljuju u proseku svake tri do četiri godine.

## Spisak knjiga
Knjiga 1 (31.10.2013)
Knjiga 2 (30.4.2015)
Knjiga 3 (18.5.2017)
Knjiga 4 (7.7.2022)
Knjiga 5 (28.12.2023)
Knjiga 6 (8.2.2024)